# Khopun
Khopun var i slavisk mytologi en flodgud som dränkte människor med dålig moralisk karaktär.